# 赤松佳音
赤松佳音（1979年8月24日—），日本歌手，东京都出身。日本国立音乐大学声乐科毕业，同校研究所音樂研究科声乐專修肄业。丈夫是知名漫画家赤松健。

## 逸事
- 受赤松健影响，热衷于Cosplay，因此成为一时话题。
- 十九歲就讀國立音樂大學，自音大畢業後嫁給34歲的赤松健，兩人認識不到一年就結婚；而且赤松健是佳音的第一個男朋友，《魔法老師》女主角神樂坂明日菜是赤松健以佳音為藍本所設定的人物[1]。兩人的結婚紀念日是7月13日，不過結婚登記日（入籍日）是四月一日（愚人節）。
- 大小姐性格，對於電子產品很不在行，只會拍手機自拍照，曾經把日本電信電話的光纖寬頻網路「光網路」當成是「用『光』做動力的網路」。
- 害怕打雷，曾經有在半夜夢到打雷被嚇哭的經驗。
- 喜好Hello Kitty，在自己的手機和電腦上面都貼滿了Hello Kitty的閃光貼紙。
- 2008年1月25日，因為「想獲得自己的勳章」而在赤松健支持下成立了女性專屬的攝影工作室「Princess Doll」，以提供女性歐洲宮廷式的Cosplay服和公主式的浪漫場景為號召，并且自任董事长。Princess Doll已於2009年8月31日結束營運。
- Princess Doll開幕當周就被久米田康治在《絕望先生》裡面吐槽了一下。對於此事，佳音的回應是：「太感謝久米田老師了，那一格畫得好像我們花錢包下來（做宣傳）的一樣呢。」
- 2009年10月，為日本網站《Men's Cyzo》首次拍攝比基尼泳衣照片[2]。

## 作品
寫真集
- ：LEVEL-X（赤松健的同人團體）2007年8月19日發行。

单曲
- ：赤松佳音作词、Hirotaka Juni作曲，Melonbooks2007年9月27日發行，商品番号「MONO-00001」。